# Csövestönkű fenyőtinóru
A csövestönkű fenyőtinóru (Suillus cavipes) a gyűrűstinórufélék családjába tartozó, vörösfenyővel gyökérkapcsolt, ehető gombafaj.

## Megjelenése
A csövestönkű fenyőtinóru kalapja 5-10 (15) cm átmérőjű, alakja fiatalon domború, később kiterül; középen púpos, esetleg tompa kúp alakú. Széle sokáig begöngyölt, cafatos, fehéres burokmaradványokkal. Felszíne száraz, sugarasan szálas vagy pikkelyes- pelyhes. Színe narancsbarna vagy aranybarna, esetleg rozsdabarna. Létezik aranysárga változata is (var. aureus). Húsa puha, sárgás; íze és szaga nem jellegzetes.
Vékony termőrétege csöves, lefutó. A pórusok tágak, szabálytalanul hosszúkás keresztmetszetűek. Színük fiatalon élénksárga, később olívzöldre változnak. Sérülésre nem színeződik el.
Spórapora anyagbarna. Spórái ellipszis vagy orsó alakúak, simák, méretük 7-10,5 x 3,5-4,5 μm.
Tönkje 3-7 cm magas és 1,5-3 cm vastag. Alakja szabálytalanul hengeres, belül üreges. Felszíne sárga alapon barnásan szálazott, pikkelyezett. Fiatalon termőrétegét fehér burok védi, ennek maradványa a gallér, amely szabálytalan, hártyás, fehéres.

### Hasonló fajok
A sárga gyűrűstinóru hasonlíthat hozzá.

## Elterjedése és termőhelye
Eurázsia mérsékelt övi és északi részein, valamint Észak-Amerikában honos. Magyarországon ritka, a Mátrában figyelték meg.
Domb- és hegyvidékek savanyú talajú erdeiben él, kizárólag a vörösfenyővel létesít gyökérkapcsoltságot. Augusztustól októberig terem.

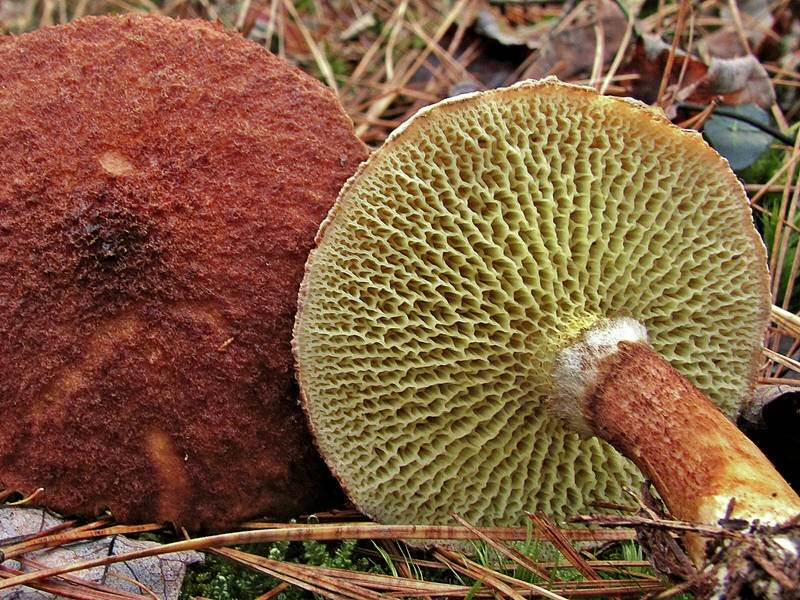
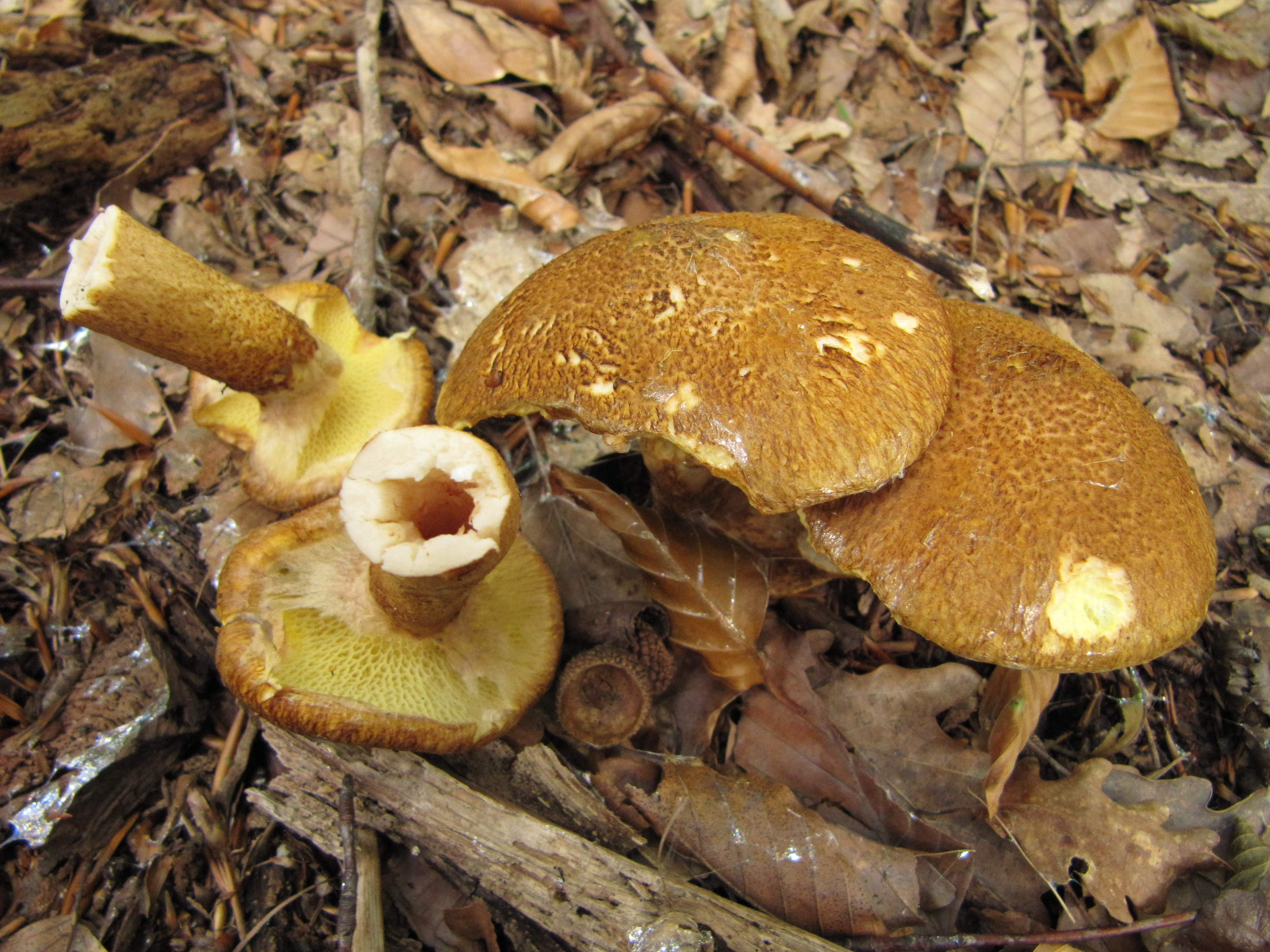
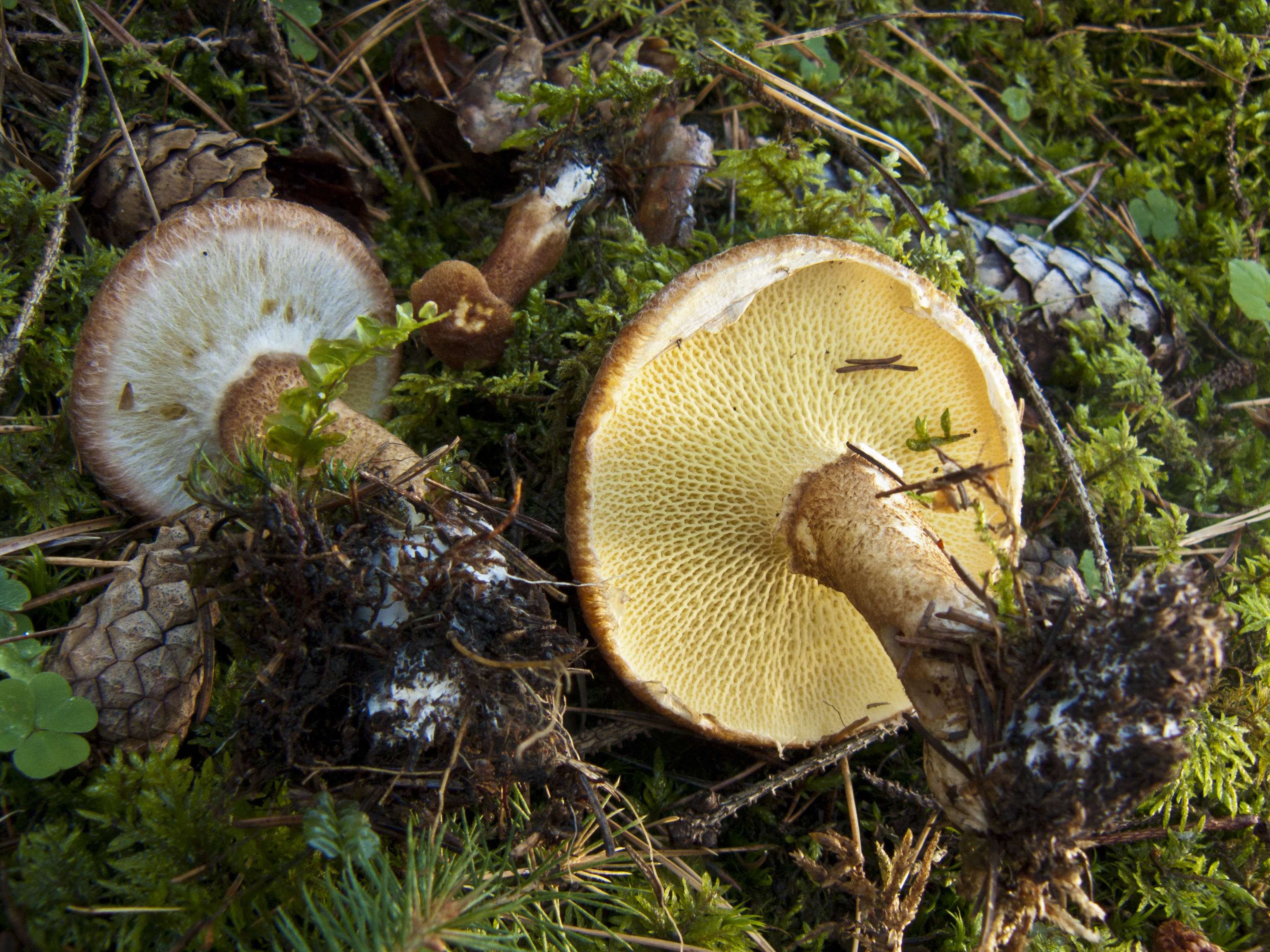
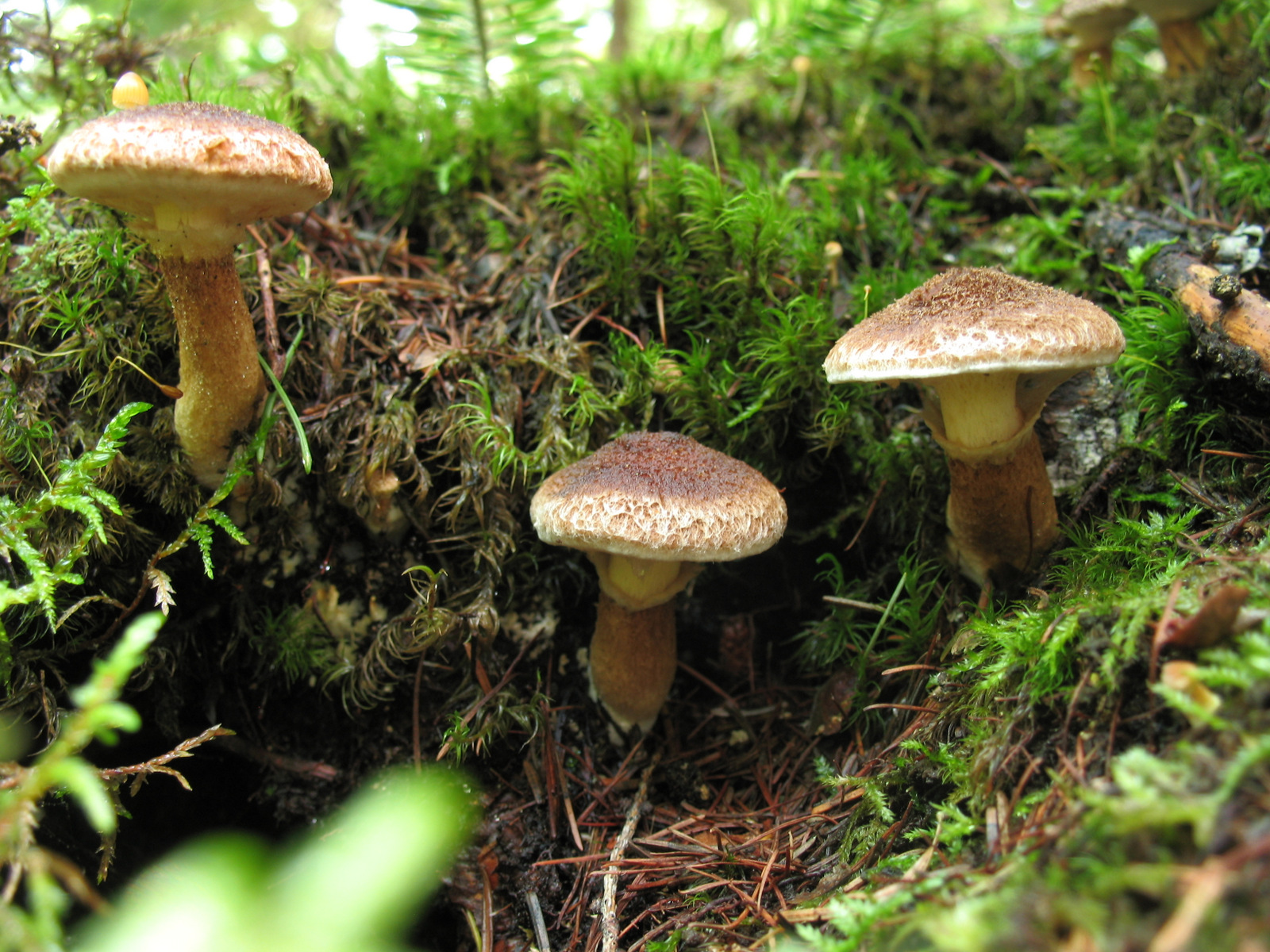
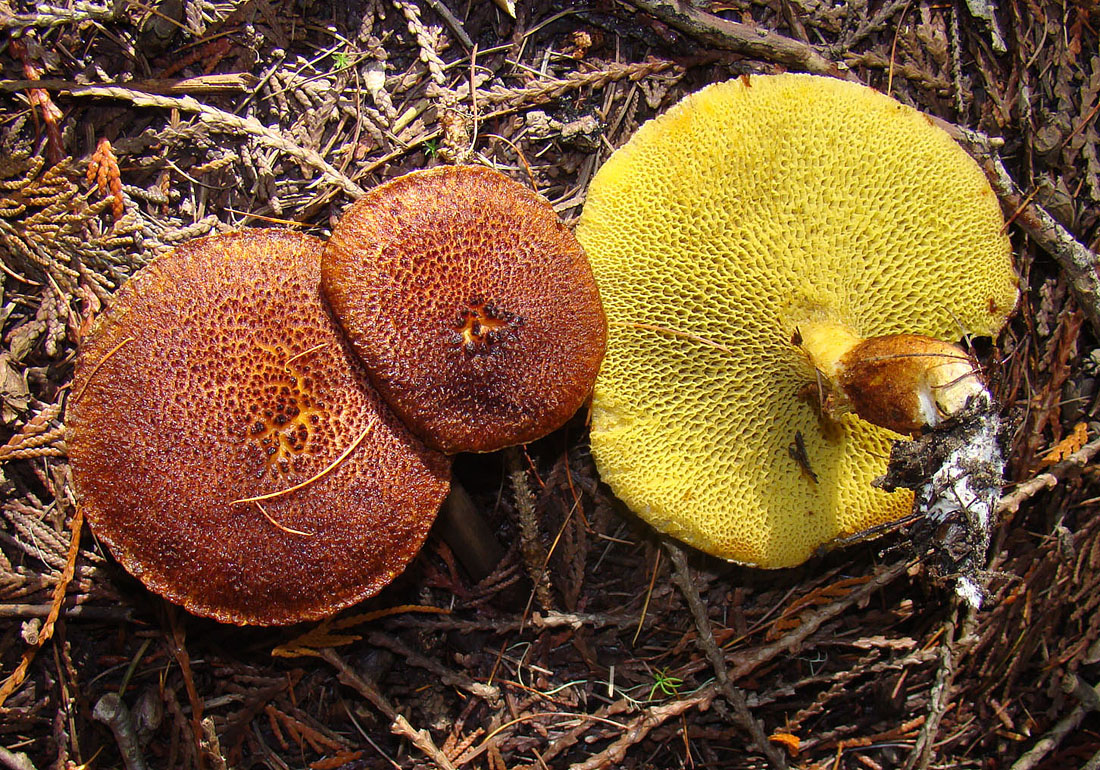

Ehető, bár nem túl ízletes gomba.